# Ostkustbanan
Ostkustbanan är en järnväg mellan Stockholm och Sundsvall längs med Sveriges ostkust via bland annat Uppsala och Gävle. Benämningen Ostkustbanan har ändrat betydelse över tid, och avsåg i början av 1900-talet sträckan mellan Gävle och Härnösand. Ostkustbanan är elektrifierad i sin helhet. Dess längd är 400 kilometer. Snabbtågen går dock 403 kilometer, via Arlandabanan. Sedan 2017 är sträckan mellan Stockholm och Gävle dubbelspårig, medan sträckan vidare norrut till Sundsvall till största delen består av enkelspår med mötesspår. Det finns planer på fortsatt utbyggnad av dubbelspår norr om Gävle för att öka kapaciteten på banan. Banan används för både person- och godstrafik och trafikeras av flera operatörer. 

## Historik benämning
Ostkustbanan (OKB) byggdes ursprungligen som en enskild järnväg mellan Gävle i söder och Härnösand i norr, för vilken koncession beviljats den 12 augusti 1903. Banan öppnades i etapper; Stugsund–Ljusne den 2 december 1923, Hudiksvall–Iggesund den 6 september 1924, Härnösand–Sundsvall–Njurunda den 17 december 1925, Gävle–Ljusne den 1 november 1926 samt slutligen Söderhamn–Iggesund och Hudiksvall–Njurunda den 1 november 1927 (sträckan Söderhamn–Stugsund, vilken funnits sedan 1886 som en del av statsbanan Kilafors–Stugsund, hade inköpts från Statens Järnvägar 1916). Banan byggdes under ledning av ingenjör Andreas Lagergren, medan stationshus och banvaktarstugor ritades av arkitekt Karl Güettler.
Staten hade från början, direkt eller indirekt, 65% av aktierna i Ostkustbanan AB. OKB ingick från 1927, tillsammans med Uppsala–Gävle Järnväg och Gävle–Ockelbo Järnväg, i Trafikförbundet Uppsala–Norrland. Ingenjör Lagergren var verkställande direktör i Ostkustbanan AB och Trafikförbundet Uppsala–Norrland till 1929, då han efterträddes av ingenjör Erik von Friesen. Trafikchef var Adolf Lindquister (1927–1933). Den 1 augusti 1933 förstatligades OKB tillsammans med Uppsala–Gävle Järnväg. Elektrifierad drift öppnades på sträckan Gävle–Söderhamn den 23 mars 1953, Söderhamn–Hudiksvall den 28 november 1955, Hudiksvall–Sundsvall den 24 maj 1956 och Sundsvall–Härnösand den 27 maj 1957.
Numera inkluderar Ostkustbanan delar av de traditionella Norra stambanan och Uppsala-Gävle Järnväg. Sträckningen mellan Sundsvall och Långsele via Härnösand heter idag Ådalsbanan.

## Stockholm C–Uppsala C
Statsbanan Stockholm–Uppsala öppnades den 20 september 1866. Utbyggnaden av dubbelspår påbörjades 1900 norrut från Stockholm mot Uppsala. Dubbelspåret blev färdigt i etapper, med Ulriksdal-Rotebro som första färdigställda deletapp 1905, följt av Rotebro-Uppsala 1908. Den första tunneln i Hagalund färdigställdes 1911 och med invigningen av denna var dubbelspåret klart på hela sträckan Stockholm-Uppsala. Hagalunds bangård med verkstad byggdes för Statens Järnvägar under åren 1913-1916. Järnvägen elektrifierades i två omgångar, först Stockholm till Hagalunds bangård 1926 för att tillgodose behoven av hantering av loken som trafikerade Västra Stambanan som samtidigt elektrifierats i sin helhet. Elektrifiering mellan Stockholm och Uppsala färdigställdes 1932.
Det är numera fyra spår bredvid varandra Tomteboda–Skavstaby. Norr om Ulriksdal finns en tunnel som möjliggör för södergående tåg att planskilt korsa fyrspåret och nå Hagalunds bangård. Den 15 november 1991 tog kommunikationsminister Mats Odell det första spadtaget för utbyggnaden till fyrspår på sträckan Ulriksdal-Rosersberg, en utbyggnad som stod färdig till 1996. I förstudien till utbyggnaden ingick möjligheten att ansluta Ostkustbanan till Mälarbanan genom en västlig förgrening norr om Rotebro station. Dessutom utreddes det för möjligheterna till en fjärr- och regionaltågsstation i Häggvik, kallad Stockholm Nord, för att betjäna norra delarna av Stockholms län med denna typ av tågtrafik. För att hantera den väntade trafikeringen till Arlanda bedömdes sex spår behövas vid stationen. I slutändan kunde en överenskommelse om finansiering inte nås, och utredningen avslutades 1996 med en principöverenskommelse om att inkludera stationsmöjligheten i kommande planeringsunderlag för ett framtida genomförande. I en utredning från december 2013 avfärdas en sådan stationsutbyggnad med anledning av att åtgärden inte ansågs vara samhällsekonomiskt lönsam. Skavstaby, som ligger strax norr om Upplands Väsby, utgör förgreningspunkt i söder för Arlandabanan som färdigställdes 1999 och är en egen järnväg via flygplatsen, medan den äldre Ostkustbanan går via Märsta. Arlandabanans norra förgreningspunkt med Ostkustbanan ligger i Myrbacken strax söder om Knivsta. Resterande del av Ostkustbanan mot Uppsala (cirka 15 kilometer) är det dubbelspår. 
Närmast Stockholm Centralstation är trafiken intensiv. Öppnandet av Citybanan 2017 har dock minskat trafikmängden till mindre än hälften. Innan dess var det upp till 60 tåg per timme. Det finns en kort tunnel där (för att låta tåg från Centralens spår 1–8 komma in på rätt spår norrut utan att korsa pendeltågsspåren) varifrån man når spår 13-16, som dock används mindre efter Citybanans öppning. Mellan Uppsala och Myrbacken är trafiken i rusningstid såpass intensiv att kapacitetstaket vid vissa tidpunkter nås för vad dubbelspåret klarar av. Sträckan blir därför mycket störningskänslig, eftersom det är svårt att få plats för sena tåg. För att genomföra en långsiktig kapacitetshöjning på bansträckan krävs därför en utbyggnad av järnvägen. Denna sträcka planeras att byggas om till fyrspår med start tidigast år 2026. I samband med detta ska även två nya stationer byggas, en i Bergsbrunna i södra Uppsala, och en Alsike norr om Knivsta. En omfattande ombyggnad av Uppsala C till ett nytt resecentrum stod färdig 2011 och innebar en förstärkning av kapaciteten genom Uppsala. Tillgängligheten och säkerheten för fotgängare och cyklister vid Uppsala C förbättrades avsevärt då järnvägsövergångar byggdes bort och ersattes med planskilda korsningar. Dock har den ökade passagerartrafiken mellan Stockholm och Uppsala gjort att det nu finns planer på att bygga om Uppsala C ännu en gång. I juni 2022 tog kommunledningen beslut om detta, och den nya stationen beräknas stå färdig år 2034, i samband med att de utbyggda spåren på Ostkustbanan söderut driftsätts.
Från Stockholms centralstation och norrut går SJ 3000 Stockholm–Sundsvall–Umeå, andra SJ-tåg till Dalarna, Gävle, Jämtland och övre Norrland, Mälartåg Stockholm–Uppsala, Stockholms pendeltåg Södertälje-Stockholm–Märsta och Södertälje–Stockholm–Arlanda-Uppsala, samt Arlanda Express Stockholm–Arlanda. I SL:s översiktsplan 2050 framgår att man vill öka pendeltågstrafiken till och från Uppsala från halvtimmestrafik till kvartstrafik. Förutom tåg till och från Uppsala/Arlanda/Märsta även tåg till och från Västerås och Bålsta på Mälarbanan. Fjärrtåg söderifrån passerar dessutom stationen för att komma till Norra Bantorget för att städas, och sedan tillbaka till stationen.

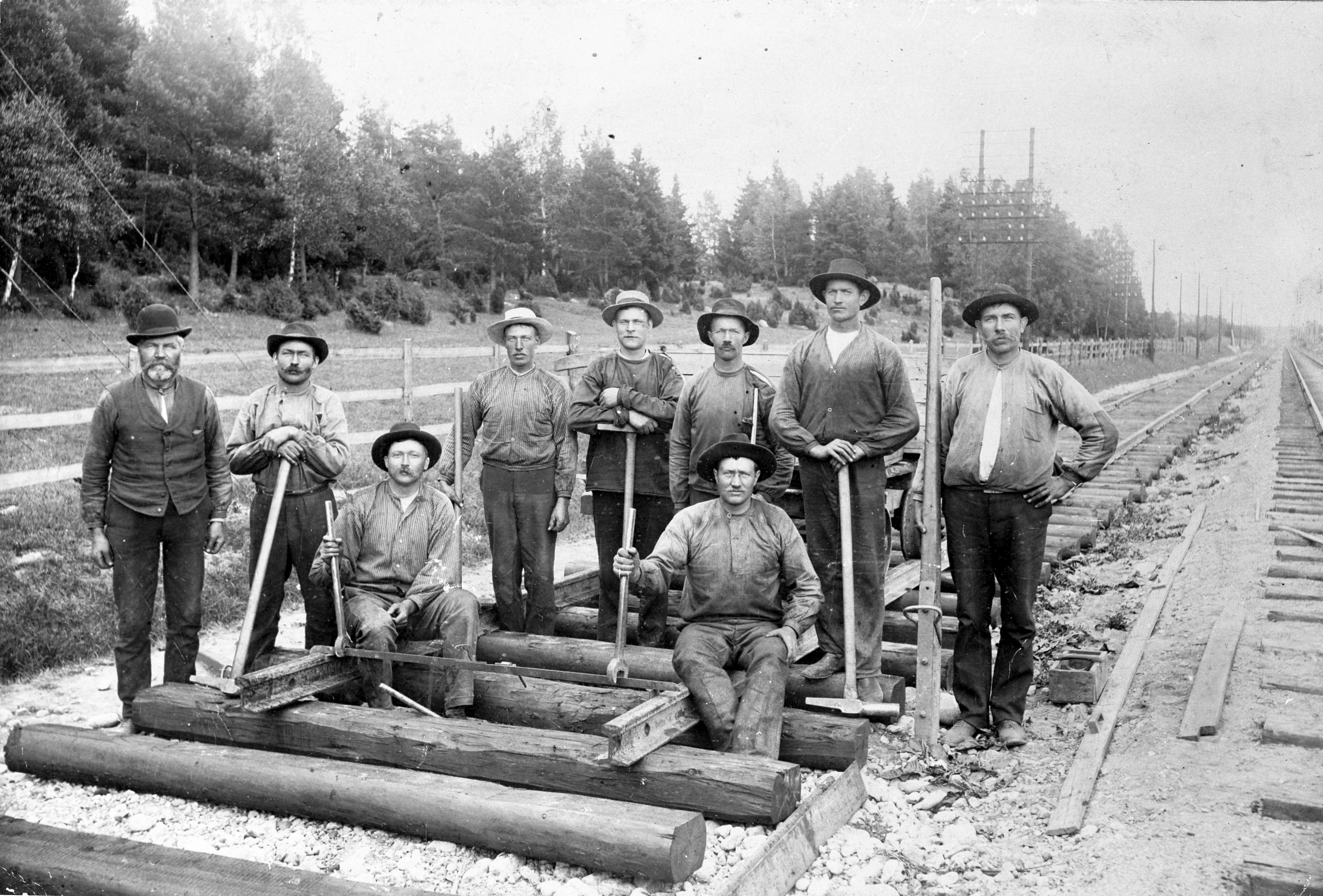
Arbete på dubbelspåret mellan Stockholm och Uppsala vid Alsike, cirka 1900.
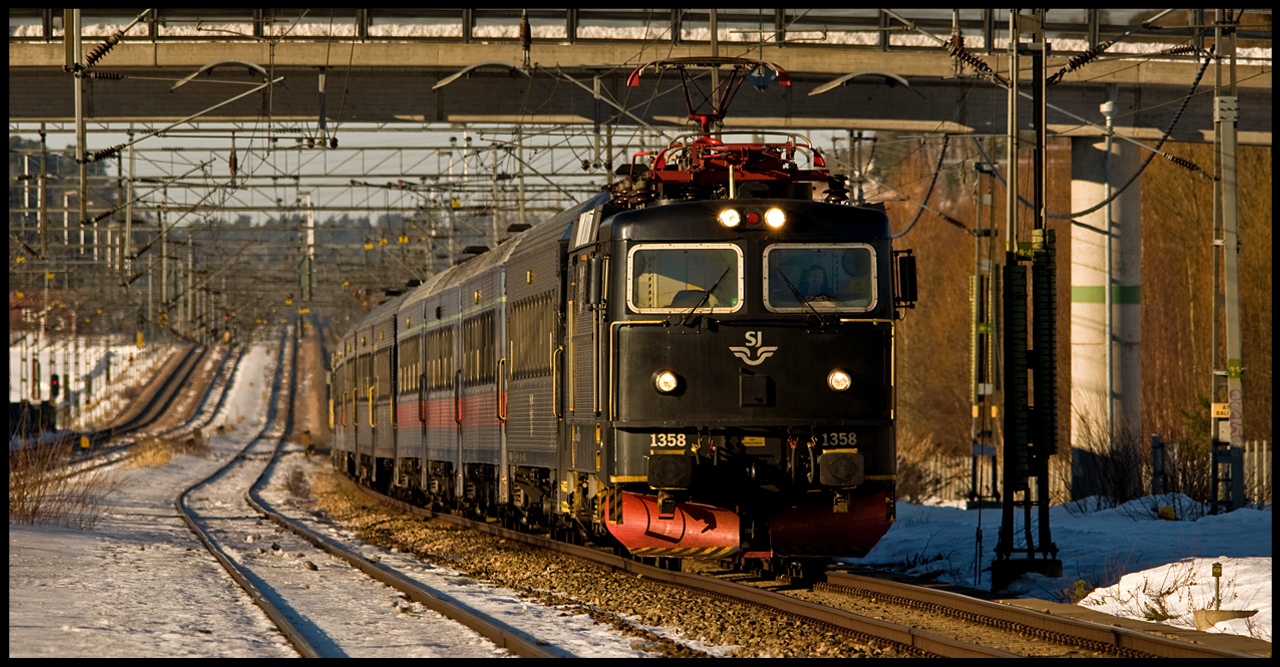
Ostkustbanans fyrspår mot norr, sett från Rotebro med SJ Uppsalapendeln.
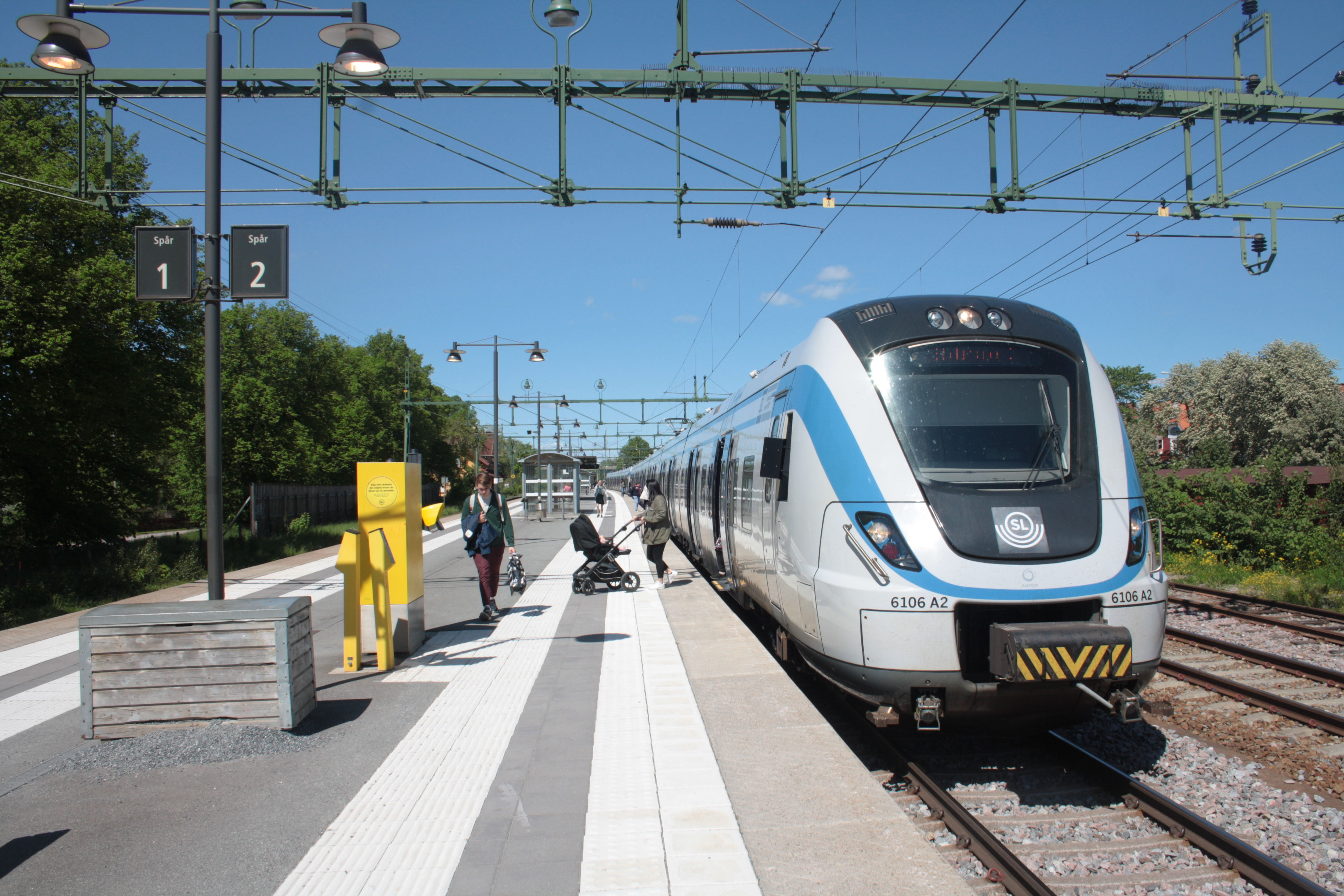
SL:s pendeltåg vid ett stopp i Knivsta.
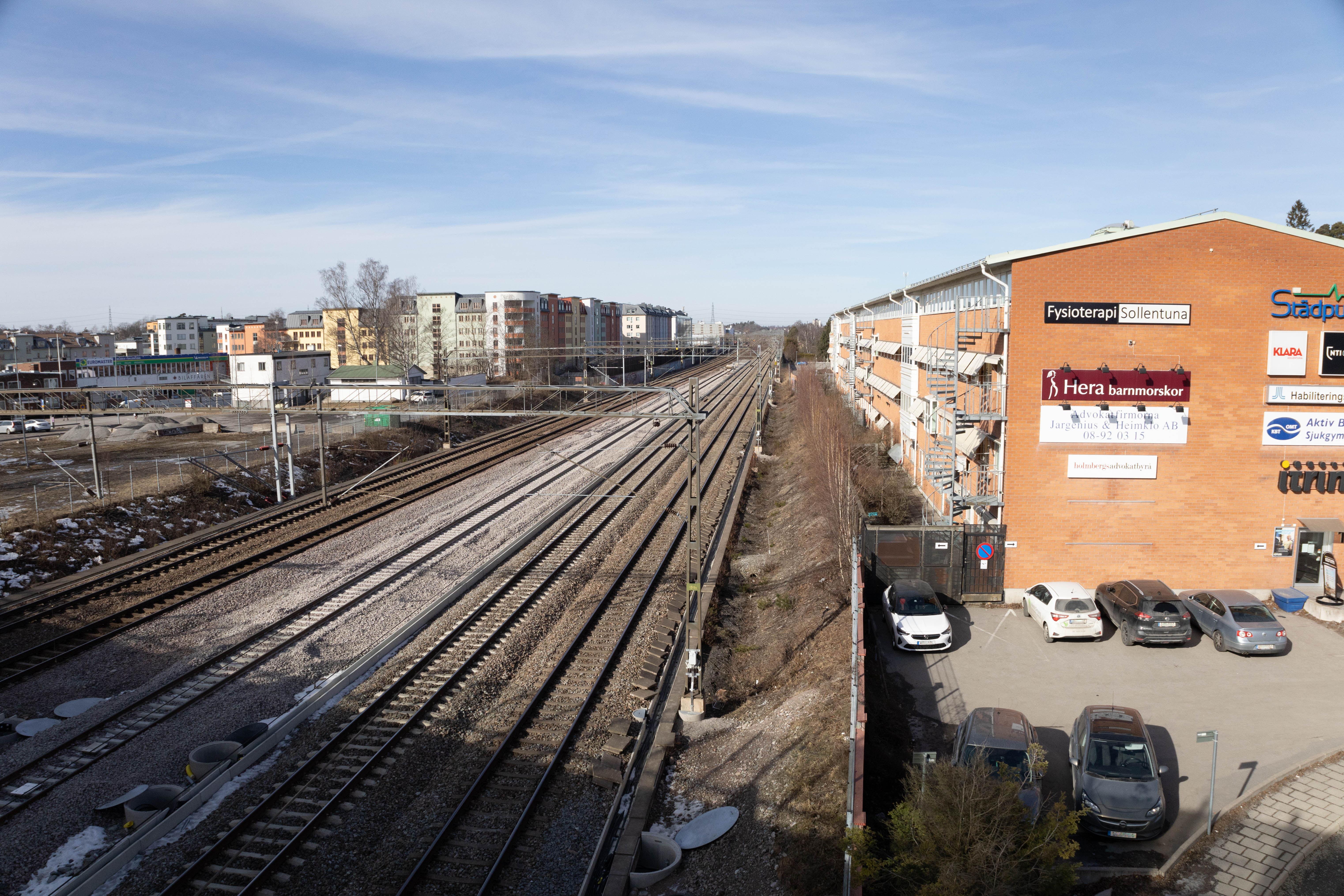
Ostkustbanans fyrspår vid Sollentuna, med pendeltågstrafikens vändspår i mitten.

## Uppsala C–Gävle C
Denna delsträcka sammanfaller i stort med den enkelspåriga Uppsala–Gävle Järnväg som gick upp som delsträcka i Ostkustbanan 1990. Med åren har dock delar av sträckan ändrats något i samband med bland annat dubbelspårsutbyggnad. Den första förändringen i banans sträckning skedde dock under 1980-talet då skarvspåret ersattes av helsvetsad räl vilket bland annat innebar en något ändrad sträcka med tillhörande brobyte över Dalälven söder om Älvkarleö för att möjliggöra att tågen skulle kunna passera sträckan i högre hastighet. I samband med detta byggdes även några planskilda korsningar vid högtrafikerade vägar i några tätbebyggda områden, bland annat i Storvreta norr om Uppsala. Vid denna tid var järnvägslinjen ett av Sveriges mest trafikerade enkelspår och planering och förberedelse inför dubbelspårsutbyggnad pågick under 1980-talet, vilket bl.a. ovan nämnda byggnationer var en förberedelse inför. Hela sträckan mellan Uppsala och Gävle byggdes ut till dubbelspår i tre etapper mellan 1991 och 2017. Den första och mest omfattande etappen inleddes 1991 och pågick till 1997 då dubbelspår byggdes mellan Samnan strax norr om Gamla Uppsala och Älvkarleö samt mellan Bomansberget nordväst om Furuvik och Gävle södra station. På de flesta delar av sträckan lades ett extra spår till bredvid enkelspårsbanan som var ganska rakt byggd i den platta terrängen. På sina håll rätades dock en del kurvor ut i samband med dubbelspårsutbyggnaden; detta skedde på delar av sträckorna mellan Tierp och Mehedeby samt mellan Marma och Älvkarleö. Förbi Tobo samt mellan Bomansberget och Sörby urfjäll byggdes helt nya linjer; vid Tobo flyttades järnvägslinjen helt ut från samhället medan det mellan Bomansberget och Sörby urfjäll byggdes en helt ny och rakare linje skild från den gamla, krokiga och längre sträckan som delvis låg inklämd mellan nuvarande riksväg 76 och bebyggelsen i Järvsta. Sedan 2002 går en gång- och cykelväg på den gamla banvallen här. På övriga ställen där spåret ursprungligen gick ligger banvallarna kvar intakta med makadam. 
Den andra etappen inleddes 2002 och pågick till 2006 då dubbelspår byggdes mellan Uppsala centralstation och Löten, mellan Älvkarleö och Skutskär samt mellan Furuvik och Bomansberget. Vid denna etapp rätades en kort kurvig sträcka ut norr om Furuvik och man flyttade även spåren någon meter ut från bebyggelsen när man byggde dubbelspår mellan Råbyvägen och Lötens driftplats i Uppsala för att möjliggöra byggnationen av ett bullerskydd. I övrigt skedde inga ändringar i spårens sträckning. På Sträckan Uppsala C–Råbyvägen där Dalabanan och Ostkustbanan tidigare endast var två parallella enkelspår byggde man om till ett riktigt dubbelspår med kryssväxlar och flyttade då Dalabanans fysiska anslutning till Ostkustbanan precis söder om Råbyvägen där Dalabanan och Ostkustbanan går isär. Detta gjordes för att anpassa banorna till de nya spårlägena vid Uppsala resecentrum som då precis hade börjat byggas.
Sträckan Skutskär–Furuvik byggdes ut till dubbelspår i en ny, rakare sträckning åren 2014 till 2016. Detta dubbelspårsbygge beslutades på 1990-talet och skulle ha börjat byggas redan under 2002 men sköts upp ett antal gånger, bland annat på grund av att spårens från början tänkta sträckning skulle ha gått genom en gammal industritipp, den så kallade Medoratippen, där det förekommer mycket miljögifter, däribland kvicksilver. Ett annat förslag blev då istället att lägga ett extra spår bredvid det befintliga enkelspåret. Även detta blev dock ett hinder då det på vissa delar av sträckan inte fanns plats att räta ut kurvor eller lägga ut ett extra spår. Slutligen kunde man besluta om en helt ny sträckning väster om den gamla och den från början tänkta sträckningen av dubbelspåret och byggnationen kunde börja, över 10 år försenad. Det nya dubbelspåret invigdes 15 juni 2016. Det gamla spåret som gick förbi Skutskärs bruk revs därefter till allra största delen upp, förutom en sträcka om någon kilometer som endast används av godståg. Denna sträcka börjar strax söder om Skutskärs nya station där den skiljs från dubbelspåret via en växel och därefter följer gamla huvudlinjen via nya och gamla stationen för att sedan sluta i en stoppbock i närheten av bruket några hundra meter norr om gamla stationen och nuvarande godsbangården. Den gamla banvallen är övrigt helt öde. För norrgående tåg har godsbangården anslutning i den nya, dubbelspåriga järnvägen via ett stickspår som går väster om bangården.
På sträckan förbi Gamla Uppsala, runt 4 kilometer, påbörjades bygget av dubbelspår 2013. Anledningen till att detta dubbelspår, som även det beslutades på 1990-talet, drog ut på tiden var mycket för att spåret både gick genom en känslig arkeologisk miljö och även nära bebyggelsen i området; att lägga ett extraspår bredvid den gamla banan var ursprungligen på tal, men på grund av klagomål och överklaganden från boende i området så sköts även detta på framtiden. Till slut beslutades att lägga spåren i en sänka strax väster om bebyggelsen, och för att inte behöva korsa den känsliga miljön i Gamla Uppsala byggdes en 610 meter lång tunnel under länsväg C 693 (före detta länsväg 290) där spåren viker av åt öster. Denna tunnel stod klar 2016. Den nya linjen öppnades i maj 2017 med ett spår i drift samtidigt som det gamla enkelspåret genom Gamla Uppsala revs upp. Därmed lades den allra sista fysiska sträckan med enkelspår mellan Uppsala och Gävle ned. Sista bomfällningarna vid de gamla plankorsningarna i Gamla Uppsala skedde under natten till den 8 maj. Dubbelspåret förbi Gamla Uppsala invigdes i sin helhet 17 september. Efter att det gamla enkelspåret rivits upp gjordes banvallen till viss del om till utrymningsväg för järnvägstunneln och i övrigt till grusväg för cyklar och fotgängare. Från och med 2017 är i stort sett samtliga plankorsningar på sträckan Uppsala–Gävle ombyggda till planskilda korsningar. De allra flesta ombyggnationerna till planskilda korsningar skedde i samband med dubbelspårsutbyggnaderna. Under en längre tid efter dubbelspårets färdigställande var dock plankorsningarna vid Sankt Persgatan och Sankt Olofsgatan i Uppsala kvar. Planeringen för att bygga bort dessa påbörjades 2018. Efter ett beslut i december 2022 påbörjades byggnationen i december 2024. Den beräknas vara helt klar 2027. I samband med detta kommer ett tredje spår läggas till bredvid de två redan befintliga spåren på sträckan mellan Uppsala C och Råbyvägen.
På denna bandel går SJ 3000 Stockholm–Sundsvall–Umeå, SJ Intercity till (Tierp)–Gävle, nattåg till Kiruna/Narvik och Boden/Luleå, olika tåg till Östersund/Åre samt Mälartågs linje mellan Uppsala och Gävle.

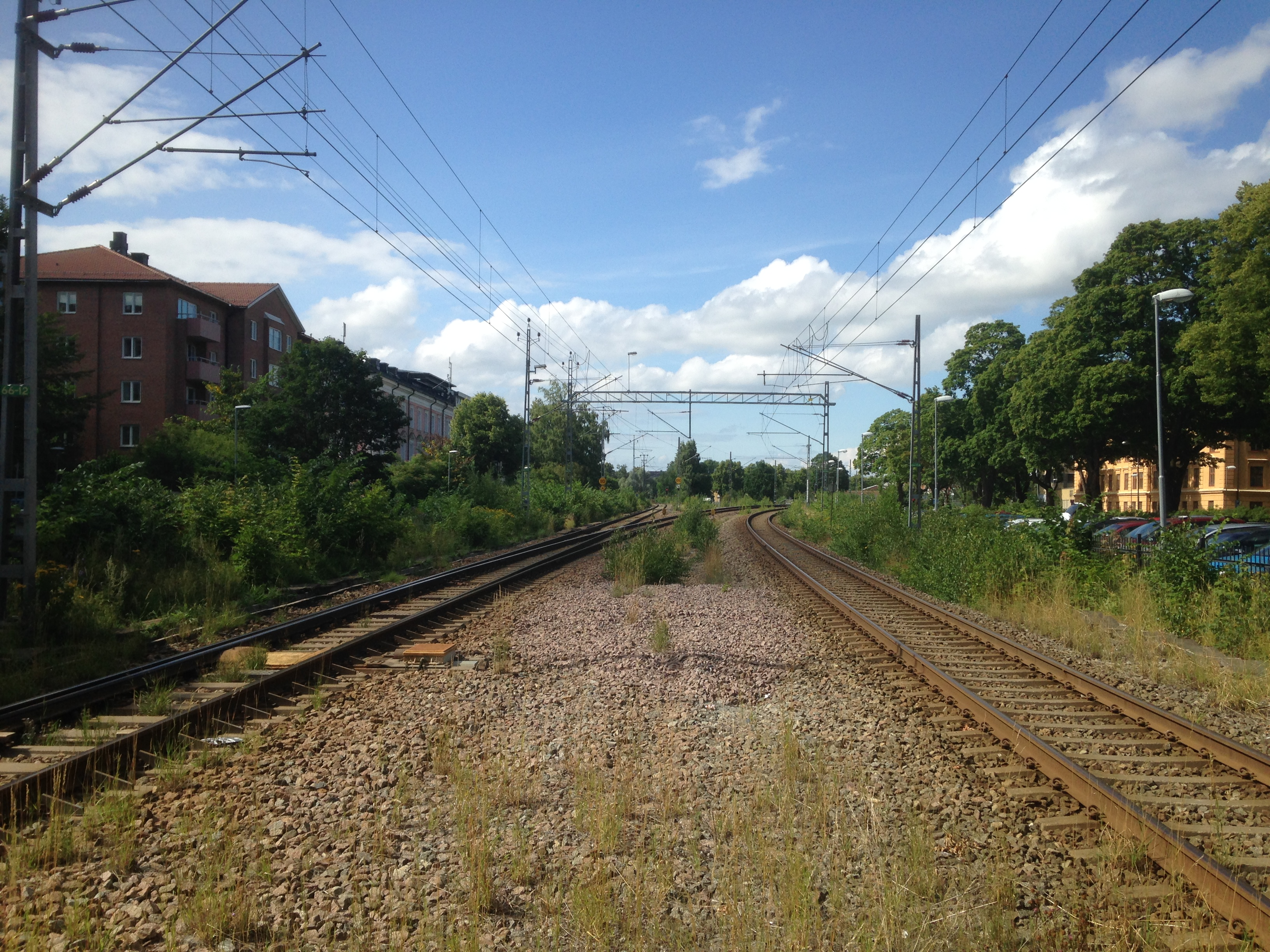
Ostkustbanan norrut vid anslutningen till Dalabanans sydöstra ändpunkt i Uppsala, i korsningen med Sankt  Olofsgatan så som den såg ut sommaren 2017.
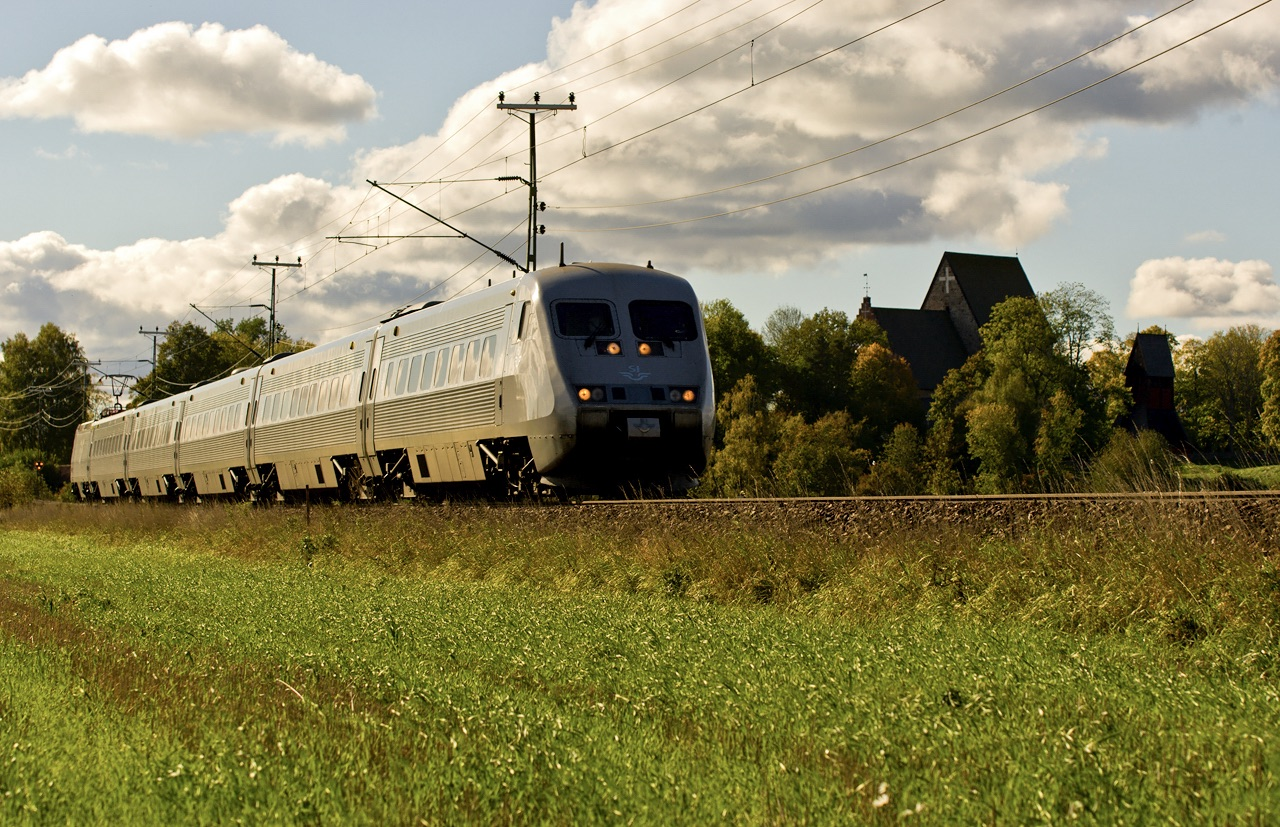
Ett X2000-tåg passerar Gamla Uppsala på det tidigare enkelspåret 2010.
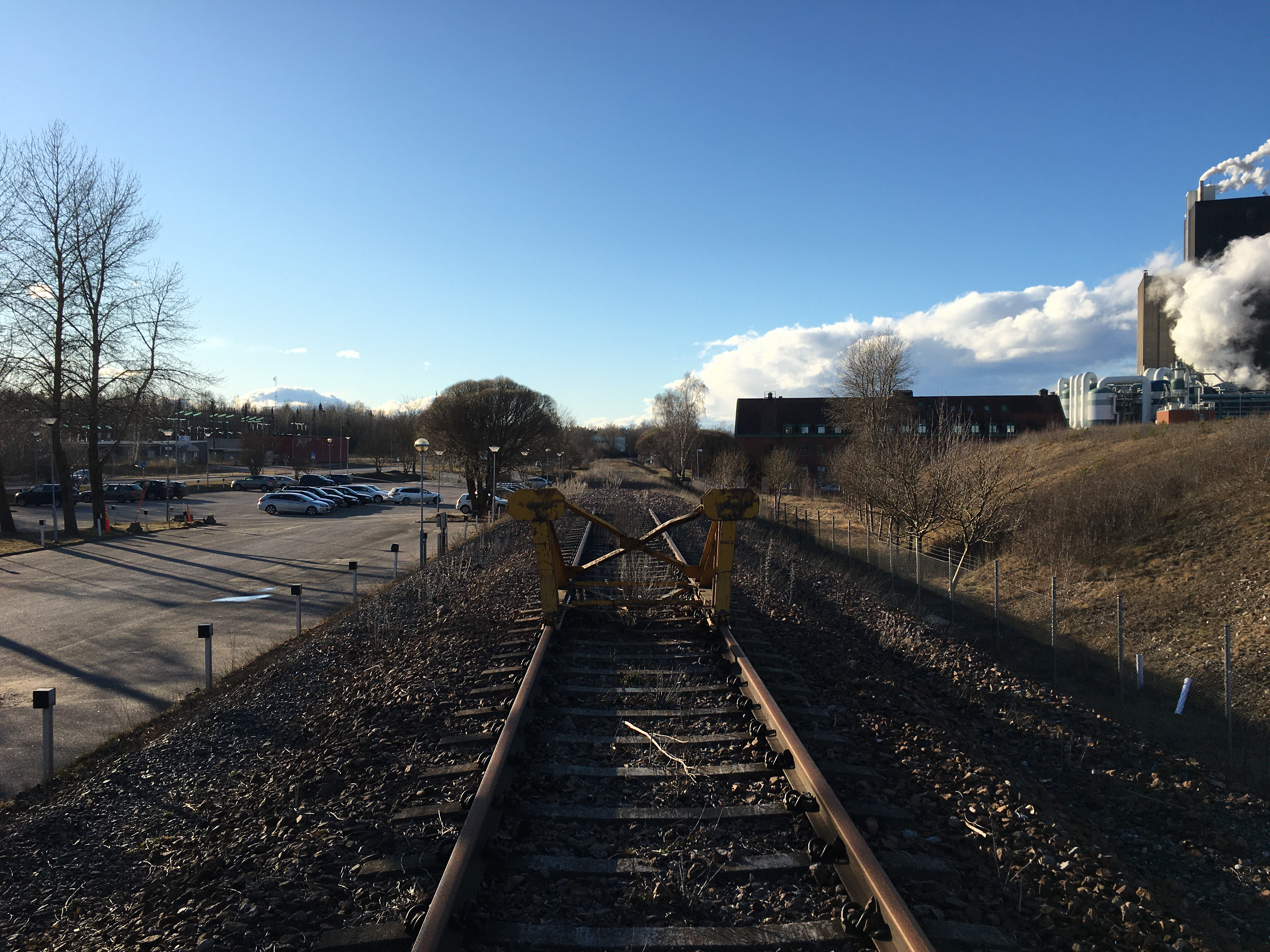
Stoppbock vid slutet av den kvarvarande delen av gamla banan som gick förbi Skutskärs bruk.

## Gävle C–Sundsvall C
Precis norr om Gävle Centralstation är det ett kort dubbelspår där Gävle–Ockelbo-grenen av Norra stambanan och Ostkustbanan går parallellt. På en järnvägskorsning i närheten av Testeboån där en bilväg som förbinder stadsdelarna Stigslund och Strömsbro korsar järnvägen går banorna isär, därefter är det enkelspår med mötesspår på Ostkustbanan. Förbättringar har gjorts med nya sträckningar, mest mellan Ljusne och Enånger, med bland annat en av Sveriges längsta järnvägstunnlar, Norralatunneln. Dessa sträckningar byggdes under 1990-talet och innebar snabba genvägar med 200 km/h, där järnvägen tidigare varit extra krokig och gått omvägar.
Det planeras fler och längre mötesspår på denna sträcka, och möjlighet för två tåg att samtidigt köra in på mötesspåren från var sitt håll. Särskilt på sträckan Söderhamn–Sundsvall där det är en hel del godstrafik sedan Botniabanan stod klar 2010. Sedan 2015 planeras dubbelspårsbygge närmast Gävle och Sundsvall. Första etappen dubbelspårsutbyggnad, vilken sträcker sig mellan Sundsvall och Dingersjö byggstartas i två etapper, 2025 respektive 2028. Sedan november 2020 finns ett kortare dubbelspår på två kilometer mellan Dingersjö och Njurundabommen. Från Gävle och fyra mil norrut planeras för dubbelspår där fastställelseprövningen av järnvägsplanernas är beräknad till 2026. Enånger–Hudiksvall–Stegskogen är en annan i planeringen långt gående delsträcka att byggas ut till dubbelspår, och val av järnvägskorridor planeras till 2025.
På bandelen Gävle–Sundsvall går SJ 3000 mot Sundsvall/Umeå, nattåg till Kiruna/Narvik och Boden/Luleå, olika tåg mot Östersund/Åre samt X-tåget Gävle–Sundsvall V.

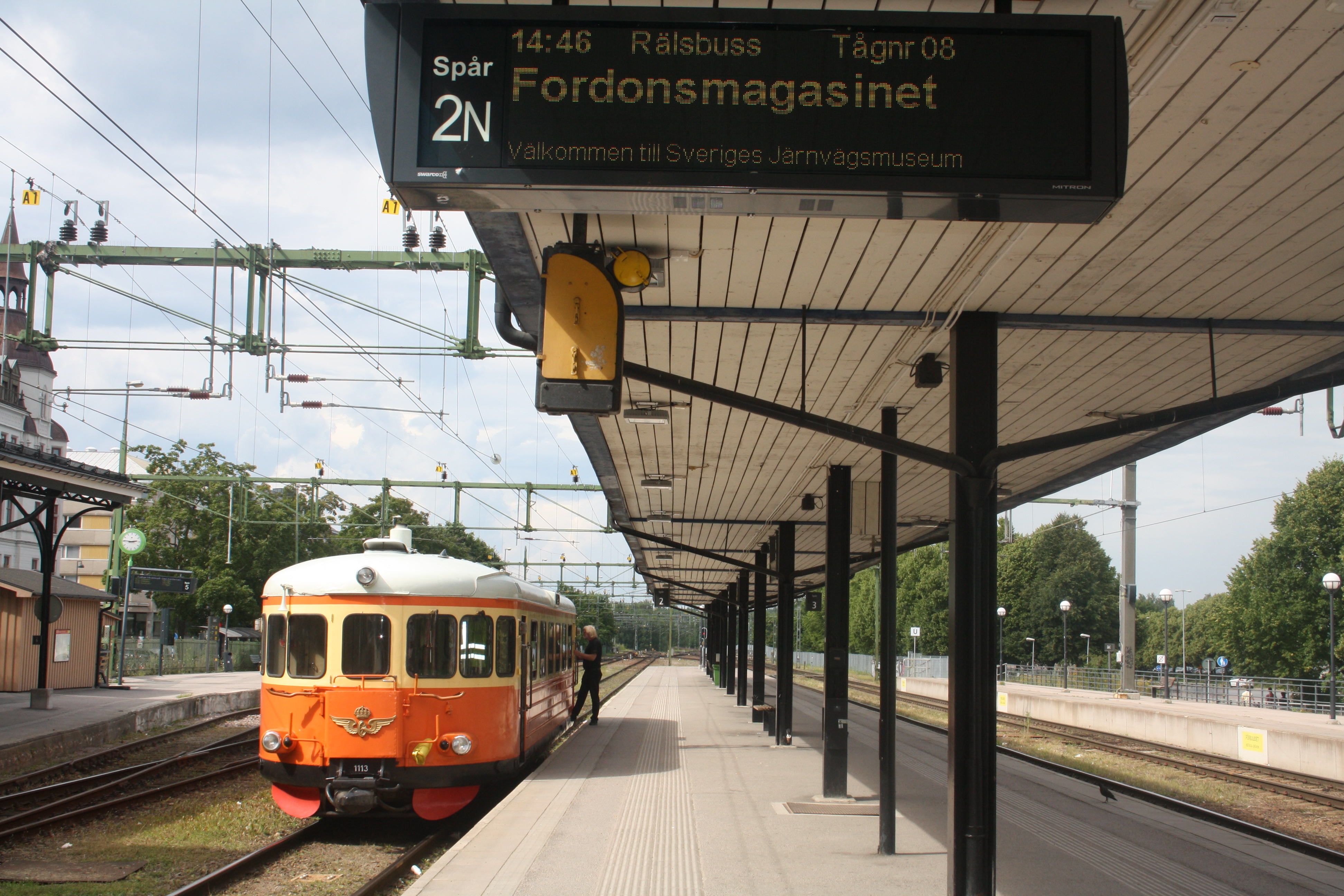
Gävle station med ett museitåg med destination Järnvägsmuseet.
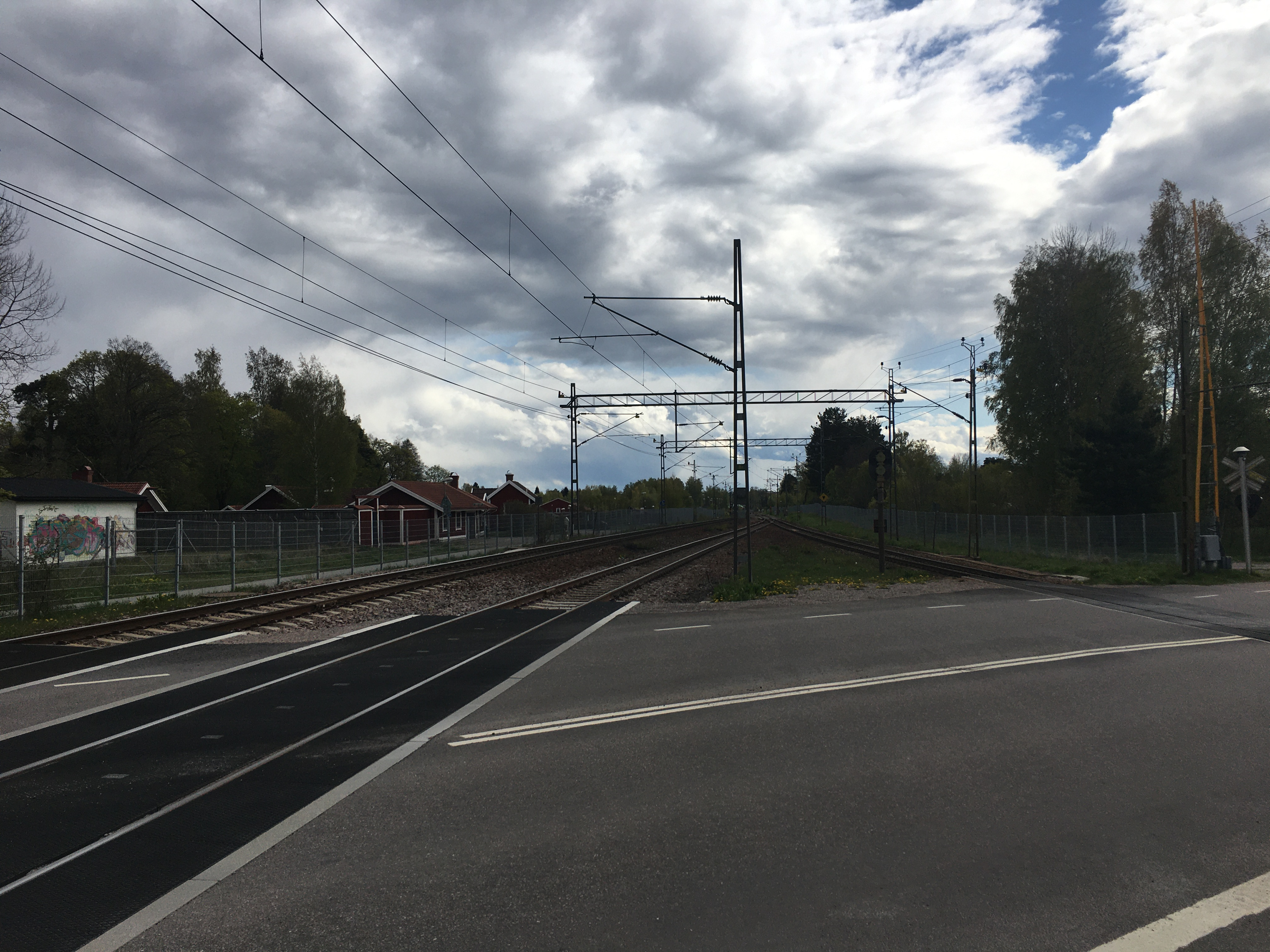
Gränsen mellan stadsdelarna Strömsbro och Stigslund i Gävle där Ostkustbanan skiljs från Norra stambanan (Gävle–Ockelbo Järnväg) mitt på en järnvägsövergång.
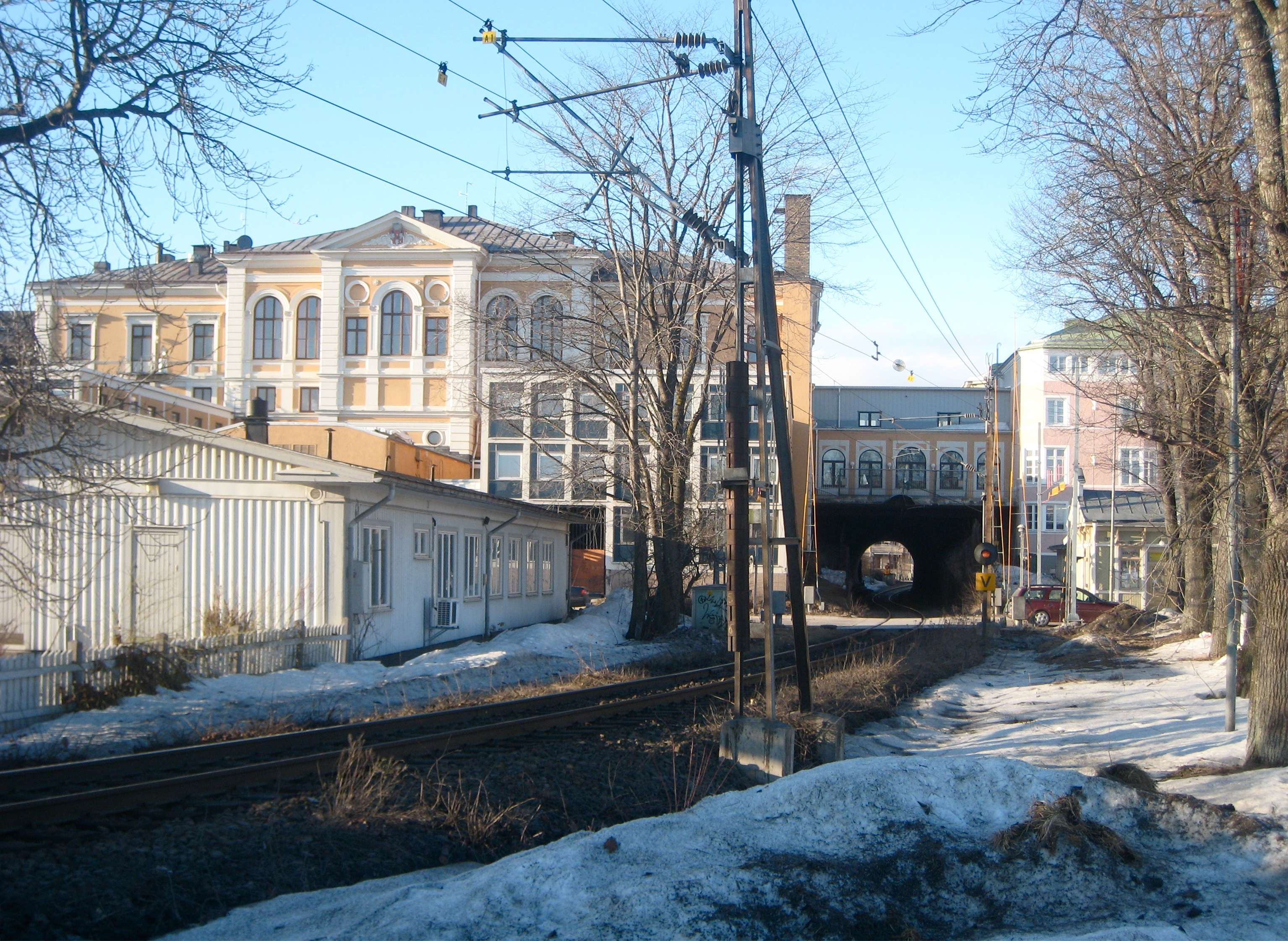
Ostkustbanan passerar rakt igenom centrala Hudiksvall.

## Kartor 1926

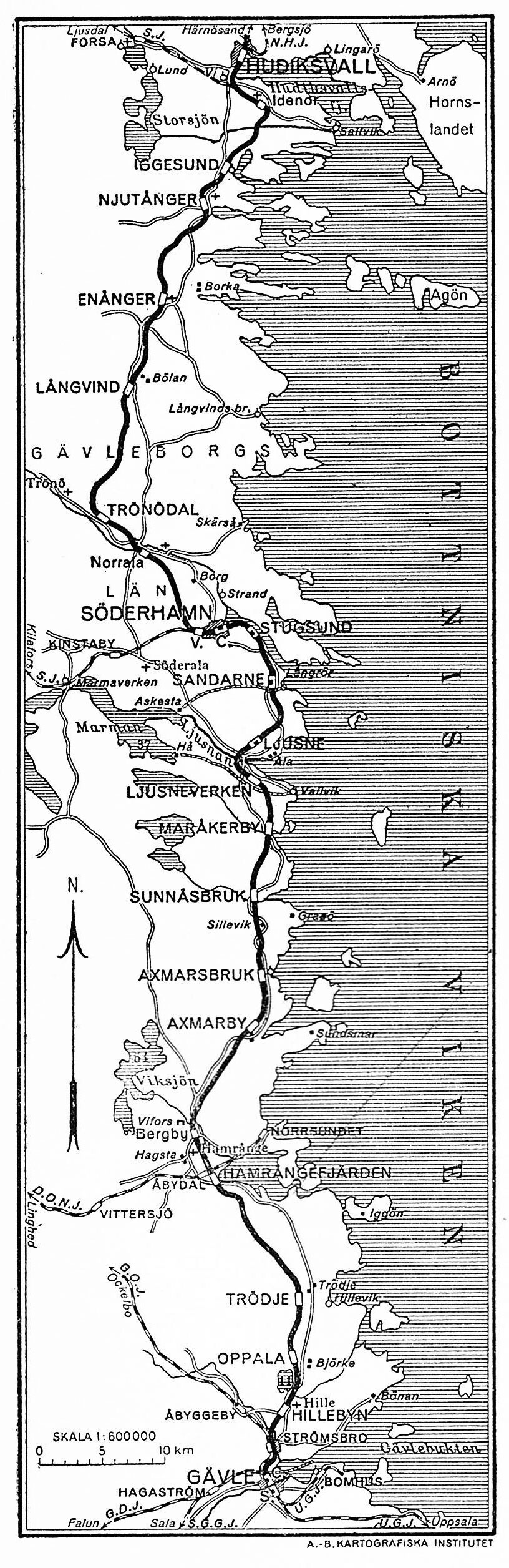
Sträckan Gävle-Hudiksvall
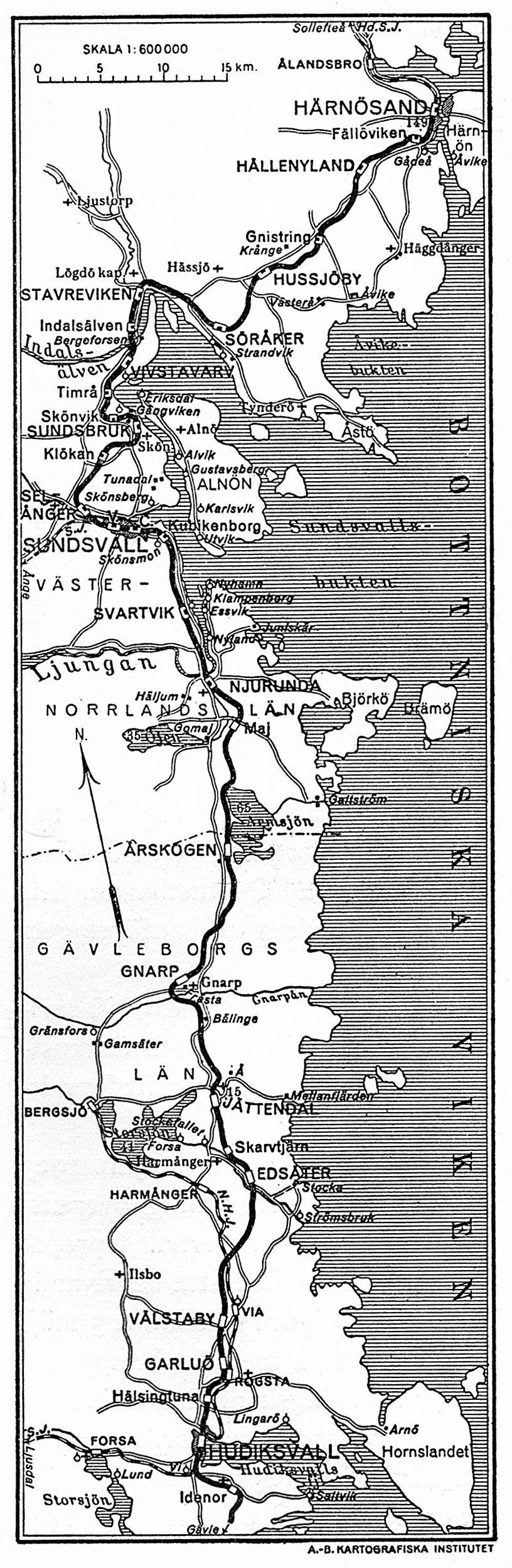
Sträckan Hudiksvall-Härnösand